# Bulbophyllum tumidum
Bulbophyllum tumidum là một loài phong lan thuộc chi Bulbophyllum.